# 霍傑日

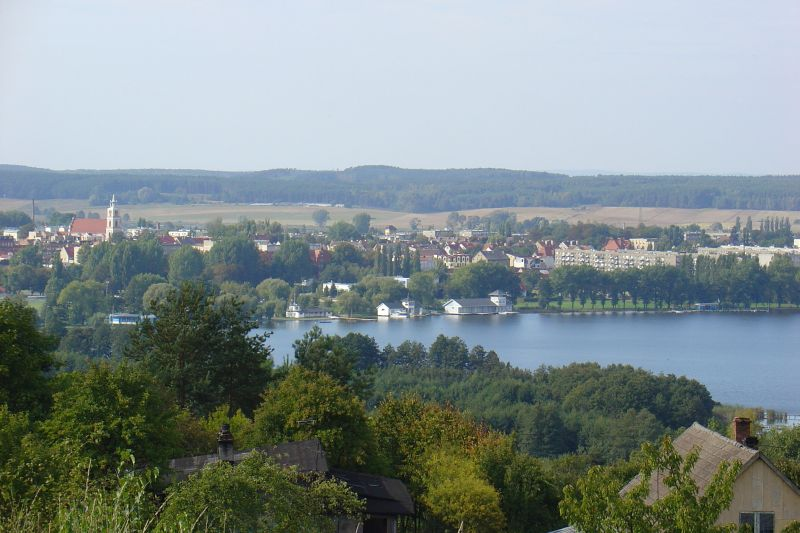

霍傑日（[ˈxɔd͡ʑeʂ]）是波蘭的城鎮，位於該國西北部，距離首府波茲南70公里，由大波蘭省負責管轄，面積12.77平方公里，海拔高度192米，2009年人口19,525。第二次世界大戰期間，納粹德國在1939年至1945年1月22日期間佔領該鎮。

## 外部連結
- Current official website （页面存档备份，存于）

52°59′N 16°55′E / 52.983°N 16.917°E